# The Cambridge Ancient History
The Cambridge Ancient History ("La Història Antiga de Cambridge") és un tractat d'història antiga integral en catorze volums, que abasta des de la prehistòria fins a l'antiguitat tardana i ha estat publicat per Cambridge University Press. La primera sèrie, de dotze volums, va ser planejada per J. B. Bury i publicada entre 1924 i 1939.Una segona sèrie, que revisa i actualitza la primera, va ser publicada el 1970 i completada el 2001. Conté catorze volums en dinou llibres.

## Segona sèrie

### Volums publicats
Els catorze volums publicats són:
- I.I: Prolegomena and Prehistory
- I.II: Early History of the Middle East
- II.I: History of the Middle East and the Aegean Region c.1800-1380
- II.II: History of the Middle East and the Aegean Region c.1380-1000
- III.I: The Prehistory of the Balkans; and the Middle East and the Aegean world, tenth to eighth centuries B.C.
- III.II: The Assyrian and Babylonian Empires and other States of the Near East, from the Eighth to the Sixth Centuries B.C.
- III.III: The Expansion of the Greek World, Eighth to Sixth Centuries B.C.
- IV: Persia, Greece and the Western Mediterranean C. 525 to 479 B.C.
- V: The Fifth Century B.C.
- VI: The Fourth Century B.C.
- VII.I: The Hellenistic World
- VII.II: The Rise of Rome to 220 B.C.
- VIII: Rome and the Mediterranean to 133 B.C.
- IX: The Last Age of the Roman Republic, 146-43 B.C.
- X: The Augustan Empire, 43 B.C.-A.D. 69
- XI: The High Empire, A.D. 70-192
- XII: The Crisis of Empire, A.D. 193–337
- XIII: The Late Empire, A.D. 337–425
- XIV: Late Antiquity: Empire and Successors, A.D. 425–600